# Festiwal Filmów Kultowych
Festiwal Filmów Kultowych − festiwal filmowy organizowany w latach 1998-2016 w Katowicach, w 2017 w Gdańsku oraz w 2018 w Gliwicach. Ma charakter retrospektywny. Podczas pokazów festiwalowych prezentowane są szeroko rozumiane filmy "kultowe" − produkcje doceniane i oglądane po wiele razy przez kinomanów na całym świecie lub przez przedstawicieli konkretnych grup fanowskich. Od 13. edycji Festiwal skupia się przede wszystkim na prezentacji kina gatunkowego.

## Historia imprezy

### Katowice 1998-2016
Festiwal Filmów Kultowych to filmowa impreza organizowana w Katowicach od 1998 roku przez Stowarzyszenie Studenckie Inicjatywa (obecnie Stowarzyszenie Inicjatywa), do którego w poszczególnych latach organizacji Festiwalu dołączały ważniejsze śląskie instytucje kultury: Instytut Filmowy Silesia Film, Górnośląskie Centrum Kultury, Uniwersytet Śląski, Teatr Korez i inne katowickie organizacje, jak np. Stowarzyszenie Gugalander. Pomysłodawcą imprezy był Piotr Kruczek, główny założyciel Inicjatywy, kierujący festiwalem przez pierwsze cztery lata. Od drugiej edycji współorganizatorem Festiwalu był Tomasz Szabelski, który został później dyrektorem generalnym imprezy. Podczas pierwszych edycji pokazy odbywały się tylko w studyjnym kinie Światowid - prezentowano wówczas zaledwie około dziesięciu filmów, a Festiwal trwał kilka dni. W trakcie następnych odsłon Festiwal systematycznie się rozrastał, wprowadzano nowe sekcje programowe, czas trwania imprezy wydłużył się do dwóch tygodni, a filmy były prezentowane w różnych miejscach (Światowid, Zorza, Gugalander, Górnośląskie Centrum Kultury, Teatr Korez, w weekendy projekcje plenerowe dla około tysiąca widzów odbywały się na katowickim placu Sejmu Śląskiego), program wzbogaciły także koncerty, wystawy i spotkania z gośćmi festiwalowymi. Przez wiele lat honorowym patronem Festiwalu był Kazimierz Kutz.
Na Festiwalu początkowo prezentowano dorobek indywidualistów kina światowego (między innymi: David Lynch, Jim Jarmusch, Wong Kar-Wai, Oliver Stone, Wim Wenders) oraz polskiego (między innymi: Marek Piwowski, Krzysztof Kieślowski, Stanisław Bareja, Andrzej Kondratiuk). Od 13. edycji dyrektorem artystycznym Festiwalu został Patryk Tomiczek, co wpłynęło także na zmianę repertuaru: zrezygnowano z prezentowania powszechnie znanych filmów artystycznych na rzecz kina gatunkowego. W programie zagościły takie cykle jak Najgorsze filmy świata, Pora zwyrola i VHS Hell. Festiwal Filmów Kultowych stał się tym samym jedynym wydarzeniem w Polsce, które prezentowało nie tylko doceniane i powszechnie znane arcydzieła, ale też zapomniane filmy gatunkowe oraz niskobudżetowe kino eksploatacji i filmy klasy B.

### Gdańsk 2017
20. edycja festiwalu odbyła się w dniach 9-17 czerwca 2017 roku w Gdańsku. W programie festiwalu miało miejsce m.in. spotkanie z reżyserem Samem Firstenbergiem.

### Gliwice 2018
Przez 10 dni trwania festiwalu można było obejrzeć około 60 filmów reprezentujących najróżniejsze style oraz gatunki. W programie znalazły się cykle takie jak: Herosi VHS, Być jak Indiana Jones, Miau Miau Miauczyński, Kultowy duet: Bodo/Dymsza, Wszystko o Meryl czy Skandalista Miloš Forman.